# Ciclo solar 24

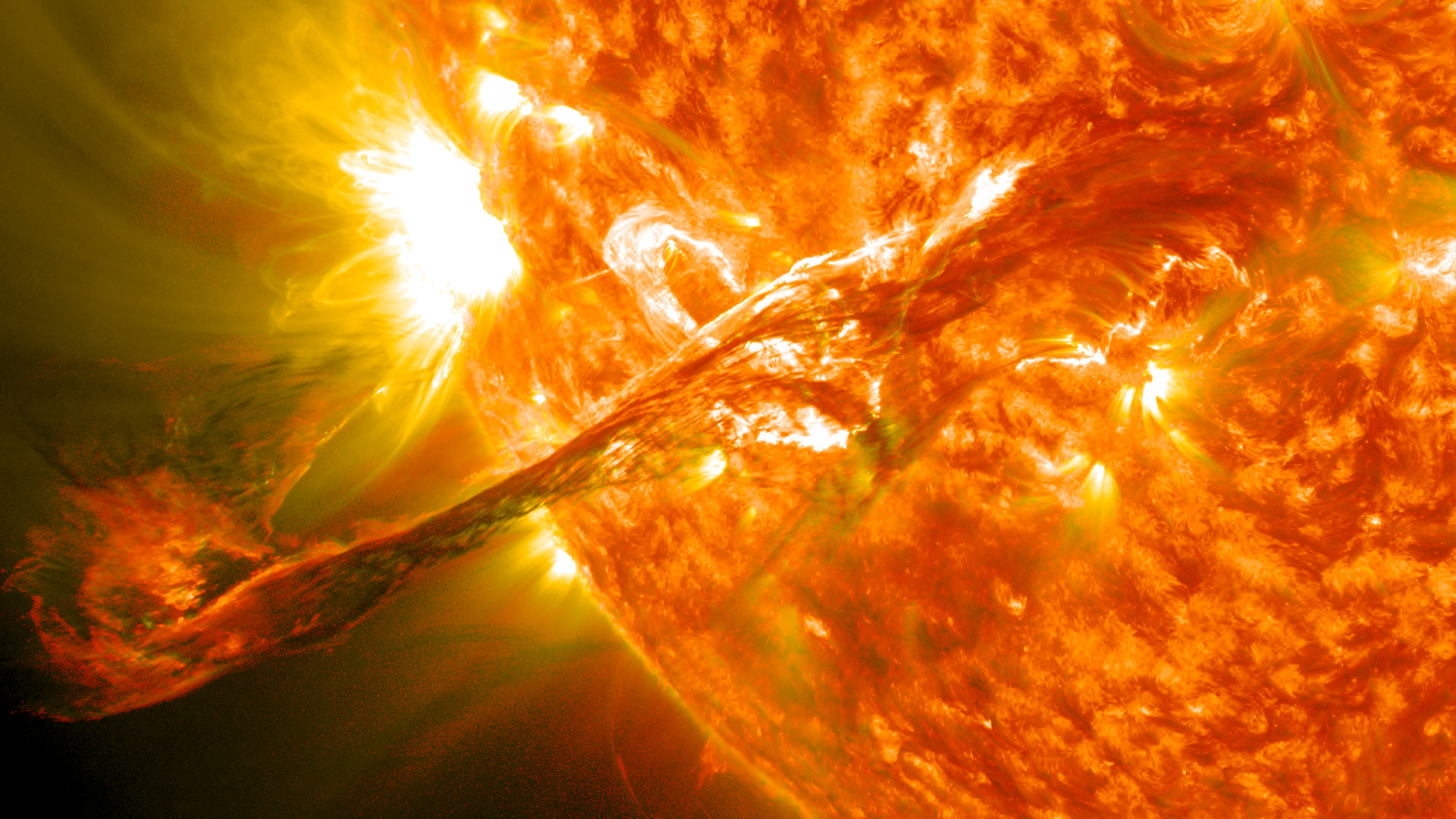
Em 31 de agosto de 2012 material que estava pairando a coroa solar entra em erupção em direção ao espaço e forma uma longa proeminência solar.

O ciclo solar 24, cujo início estava previsto para março de 2008 pelo NOAA, e que teve um alarme falso em 4 de janeiro daquele ano (a mancha solar detectada era remanescente do ciclo 23), parece ter começado efetivamente em 22 de setembro de 2008. Todavia, e até 30 de janeiro de 2009, com o surgimento de apenas seis novas manchas, a previsão é que o período de máximo solar só principiará realmente em meados de 2010, atingindo o ápice em 2013 (ou mesmo em 2014).